# Naturschutzgebiet Wäschebach / Tieberg

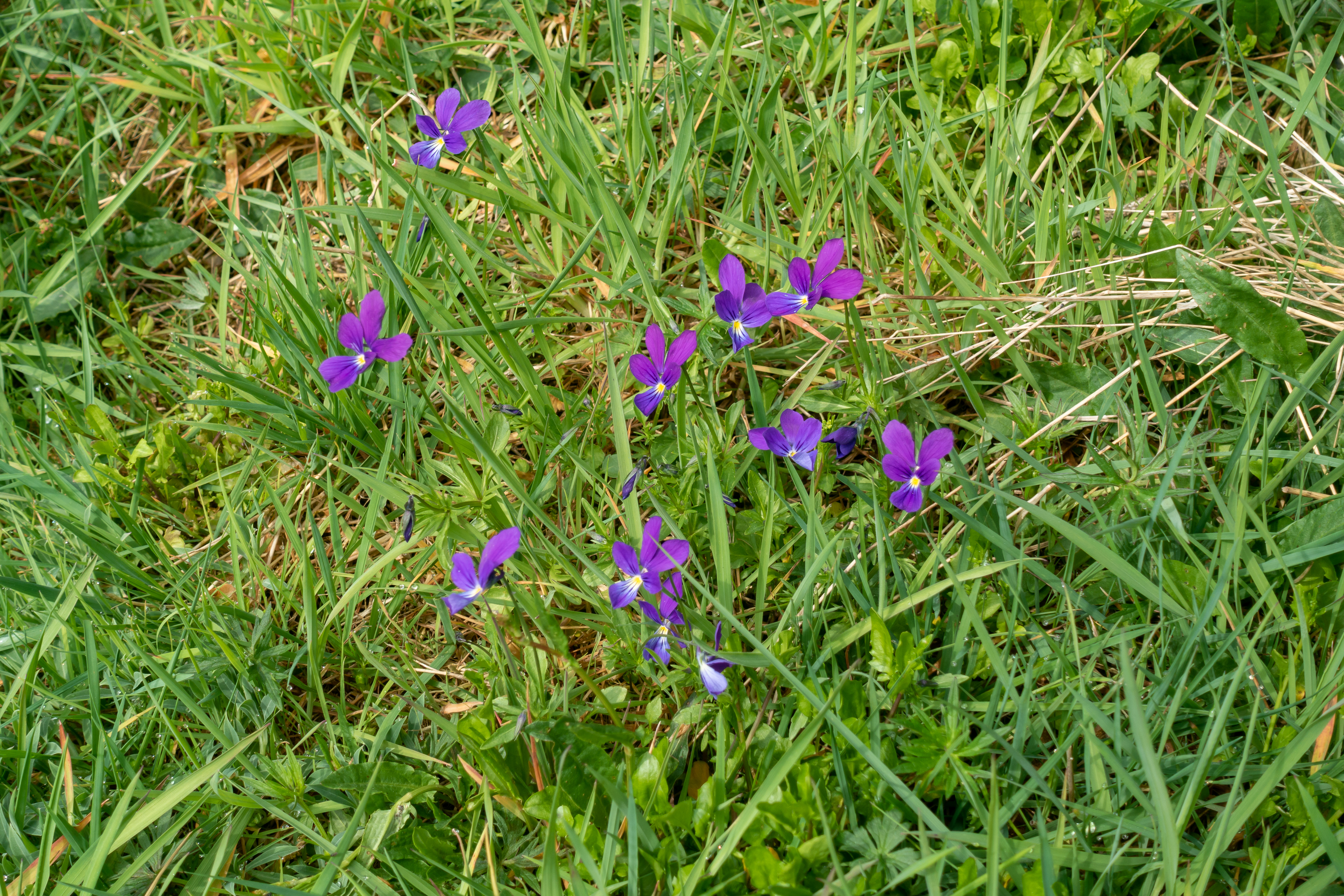
Violettes Galmei-Stiefmütterchen

Das Naturschutzgebiet Wäschebach / Tieberg liegt östlich Meerhof im Stadtgebiet von Marsberg im Hochsauerlandkreis. Der nordöstliche Rand des NSG bildet die Kreisgrenze des Hochsauerlandkreises zum Kreis Höxter. Im Kreis Höxter grenzt direkt das Naturschutzgebiet Bleikuhlen und Wäschebachtal an. Das Schutzgebiet wurde 2008 mit dem Landschaftsplan Marsberg als Naturschutzgebiets (NSG) ausgewiesen und ist 84,93 ha groß. Benannt ist es nach dem Bach Wäschebach und dem Berg Tieberg, welche sich teilweise innerhalb des NSGs befinden. Das NSG stellt eine Teilflächen im FFH-Gebiet Bleikuhlen und Wäschebachtal (Natura 2000-Nr. DE-4419-303) im Europäischen Schutzgebietssystem nach Natura 2000 dar. Die Besonderheit des Naturschutzgebietes ist das Violette Galmei-Stiefmütterchen (Viola guestphalica).

## Beschreibung
Das NSG erfasst das Quellgebiet und den Mittellauf des Wäschebaches sowie den von links einmündenden Schwarzbach, soweit sie im Hochsauerlandkreis liegen. Die südlichen Quellbereiche des Wäschebaches wurden lange Zeit als Grünland genutzt. Sie sind teilweise sehr nass bis anmoorig. Einige dieser Wiesen wurden in den letzten Jahrzehnten aufgeforstet. Die Aufforstungen erfolgten vornehmlich mit Fichte. Der nördliche Quellarm des Wäschebaches hat einen tiefen Einschnitt im bewaldeten Tieberg ausgeräumt. Unterhalb dieses Quellfächers ist der Wäschebach zwei bis drei Meter breit und durch Uferabbrüche, Steilwände und Schotterbänke sehr naturnah ausgeprägt. Er wird weitgehend durch einen Auenwald aus Erlen gesäumt. Die Quellregion des Schwarzbaches ist zu großen Teilen unter den Erdbewegungen des Galmeibergbaus in der Bleikuhle bei Blankenrode und der Autobahn A 44 verschwunden. Ansonsten bildet er ein strukturreiches Fließgewässer. Das Gewässerbett ist durch die Einleitung von abgeleitetem Oberflächenwasser der A 44 eingetieft. Die ins NSG einbezogenen Talflanken sind häufig fichtenbestockt. Im Anschluss an seine Mündung in den Wäschebach findet sich eine mäßig feuchte, seggenreiche Grünlandbrache mit einem überregional bedeutsamen Vorkommen seltener Pflanzen. Floristisch herausragend ist eine kleine Waldwiese am Talrand als Wuchsort von Schwermetallvegetation eines Schwermetallrasens, die ursächlich dem Erzbergbau im Schwarzbach-Quellgebiet zuzuschreiben ist. Unterhalb windet sich der Bachlauf durch ein geschlossenes, überwiegend fichtenbestandenes Waldgebiet.
Der Schwarzbach sowie der Mittellauf und die südlichen Quellbereiche des Wäschebachs sind Teile des FFH-Gebietes Bleikuhlen und Wäschebachtal. Dabei sind die bachbegleitenden Auwälder und die angrenzenden Hainsimsen-Buchenwälder sog. Lebensräume von gemeinschaftlichem Interesse nach FFH-Richtlinie. Ergänzend wurden daher die naturnahen, großflächigen und überdies landeseigenen Buchenbestände des Tiebergs ins NSG einbezogen, zumal hierin der nördliche Quelllauf des Wäschebachs eingebettet ist.

## Violettes Galmei-Stiefmütterchen
Im NSG kommt das Violette Galmei-Stiefmütterchen (Viola guestphalica) vor. Das Violette Galmei-Stiefmütterchen kommt weltweit ausschließlich an einem Wuchsort im Grenzgebiet der Kreise Paderborn, Höxter und Hochsauerlandkreis vor. Das gesamte Vorkommen befindet sich im FFH-Gebiet Bleikuhlen und Wäschebachtal von 71 ha Größe. Ein Hauptschutzziel des Gebietes ist neben dem Erhalt der vorhandenen Schwermetallrasen, die Vernetzung und die Wiederherstellung von Schwermetallrasen auf geeigneten Standorten im Schutzgebiet. Das FFH-Gebiet setzt sich aus Teilen von vier Naturschutzgebieten (NSG) zusammen. Dabei handelt es sich um die erstmals 1969 von der Bezirksregierung Detmold ausgewiesenen Gebiete Naturschutzgebiet Bleikuhlen auf dem Stadtgebiet von Lichtenau (Kreis Paderborn) und das Naturschutzgebiet Bleikuhlen und Wäschebachtal im Stadtgebiet Warburg (Kreis Höxter), ferner um die beiden 2008 vom Hochsauerlandkreis ausgewiesenen Naturschutzgebiete Wäschebachtal / Tieberg und Naturschutzgebiet Bleikuhle im Stadtgebiet Marsberg. Die Art wächst dort in offenem, extrem stickstoffarmem und von Natur aus mit Schwermetallen kontaminiertem Grasland auf Trocken- und Halbtrockenrasen an halbschattigen bis sonnigen Plätzen im Schwermetallrasen. Neben der Bleikuhle, dem ehemaligen Tagebau, und der Abraumhalde wächst sie unterhalb der Bleikuhlen in einer mit Schwermetallen belasteten Wiese des Wäschebachtales. Im NSG Wäschebachtal / Tieberg werden die beiden Wiesen mit Vorkommen des Violetten Galmei-Stiefmütterchens jährlich vom Verein für Natur- und Vogelschutz im Hochsauerlandkreis (VNV) gemäht, um eine Verbuschung bzw. Wiederbewaldung und damit ein Verschwinden der Art zu verhindern.

## Tier- und Pflanzenarten im NSG
Das Landesamt für Natur, Umwelt und Verbraucherschutz Nordrhein-Westfalen dokumentierte im Schutzgebiet Tierarten wie Admiral, Ampfer-Grünwidderchen, Brombeer-Zipfelfalter, Erdkröte, Feld-Sandlaufkäfer, Gefleckte Keulenschrecke, Geschmückter Taubenkropf-Blütenspanner, Grasfrosch, Heidegrashüpfer, Kleiner Fuchs, Kurzflügelige Beißschrecke, Schmuck-Kleinspanner und Tagpfauenauge.
Das Landesamt dokumentierte im Schutzgebiet Pflanzenarten wie Aufgeblasenes Leimkraut, Bach-Nelkenwurz, Bachbunge, Bittersüßer Nachtschatten, Blutwurz, Breitblättriger Dornfarn, Breitblättriges Knabenkraut, Brennender Hahnenfuß, Echte Schlüsselblume, Echtes Springkraut, Felsen-Fetthenne, Finger-Steinbrech, Frauenfarn, Echte Brunnenkresse, Färber-Ginster, Galmei-Frühlings-Miere, Galmei-Hellerkraut, Gebirgs-Hellerkraut, Gelb-Segge, Gewöhnliches Ferkelkraut, Großes Hexenkraut, Grünliche Gelb-Segge, Hain-Sternmiere, Hallersche Schaumkresse, Heidelbeere, Herbstzeitlose, Kelch-Steinkraut, Kleine Bibernelle, Kleiner Baldrian, Kleiner Dornfarn, Kuckucks-Lichtnelke, Körner-Steinbrech, Magerwiesen-Margerite, Milder Mauerpfeffer, Pfennigkraut, Rundblättrige Glockenblume, Schmalblättriges Wollgras, Schwarznessel, Silber-Fingerkraut, Spitzwegerich, Steife Wolfsmilch, Steinquendel, Sumpf-Dotterblume, Sumpf-Helmkraut, Sumpf-Pippau, Sumpf-Schachtelhalm, Sumpf-Veilchen, Sumpf-Vergissmeinnicht, Sumpf-Weidenröschen, Trauben-Gamander, Ufer-Wolfstrapp, Wald-Engelwurz, Wasserdost, Weiße Fetthenne, Weißes Fingerkraut und Westfälisches Galmei-Veilchen.

## Schutzzweck des Naturschutzgebietes
Erhaltung und Optimierung von naturnahen Quell- und Bachlebensräumen einschließlich der sie begleitenden Auen- und Bruchwaldgesellschaften; Sicherung der überkommenen Grünlandnutzung auf aufgabegefährdeten Standorten durch Vertragsangebote zur Erhaltung und Verbesserung dieses Biotopmosaiks aus Feucht- und Nassgrünlandflächen; Schutz der einbezogenen Buchen- und Mischwälder und ihre Weiterentwicklung zu Beständen, die dem FFH-Lebensraumtyp Hainsimsenbuchenwald entsprechen; Sicherung der Kohärenz und Umsetzung des europäischen Schutzgebietssystems Natura 2000.

## Naturschutz

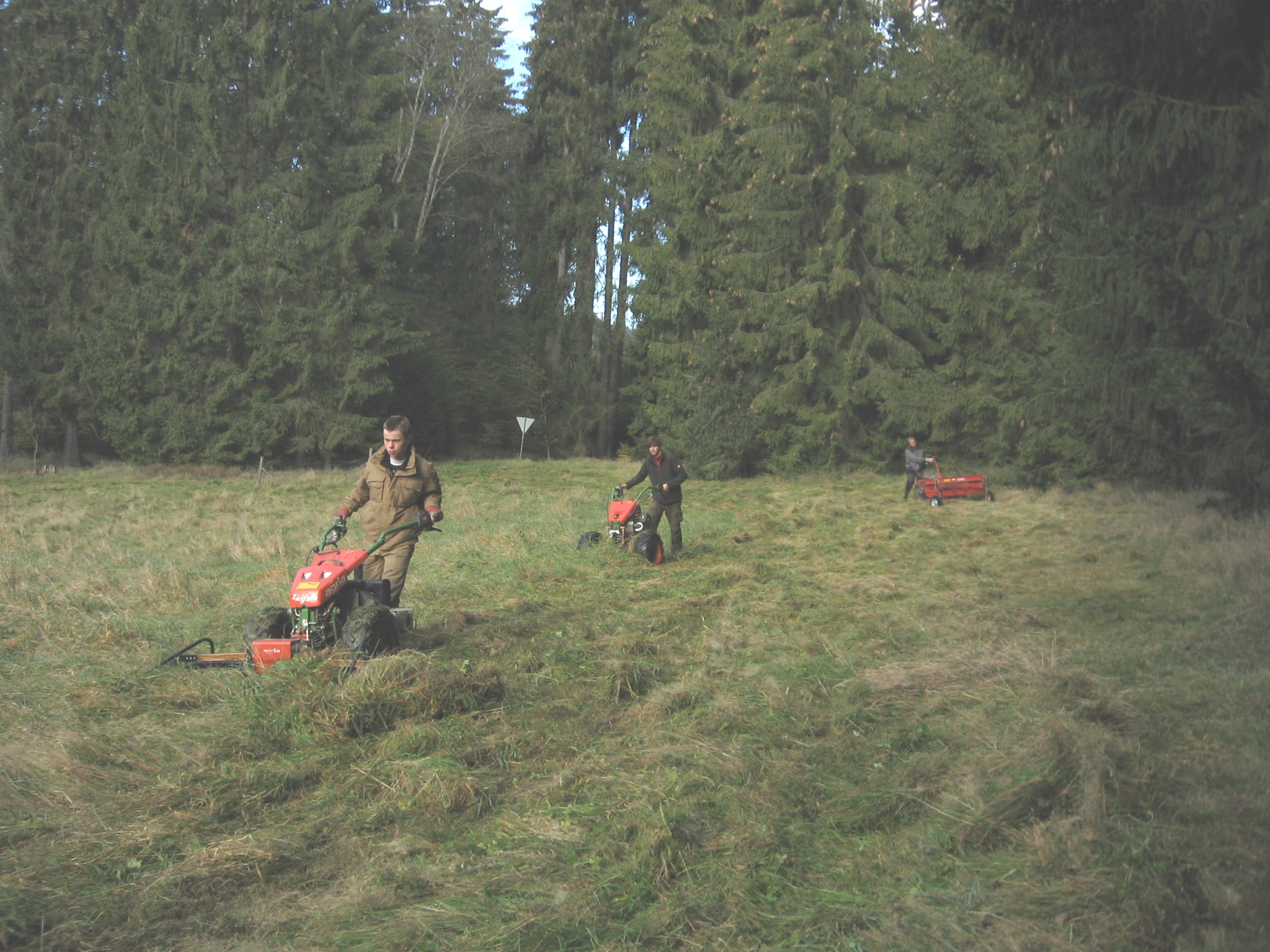
Mäharbeiten des Verein für Natur- und Vogelschutz im Hochsauerlandkreis mit zwei Einachsmähern und einem Einachsschwader auf Wiese mit Vorkommen des Westfälischen Galmeiveilchens im NSG Wäschebach / Tieberg

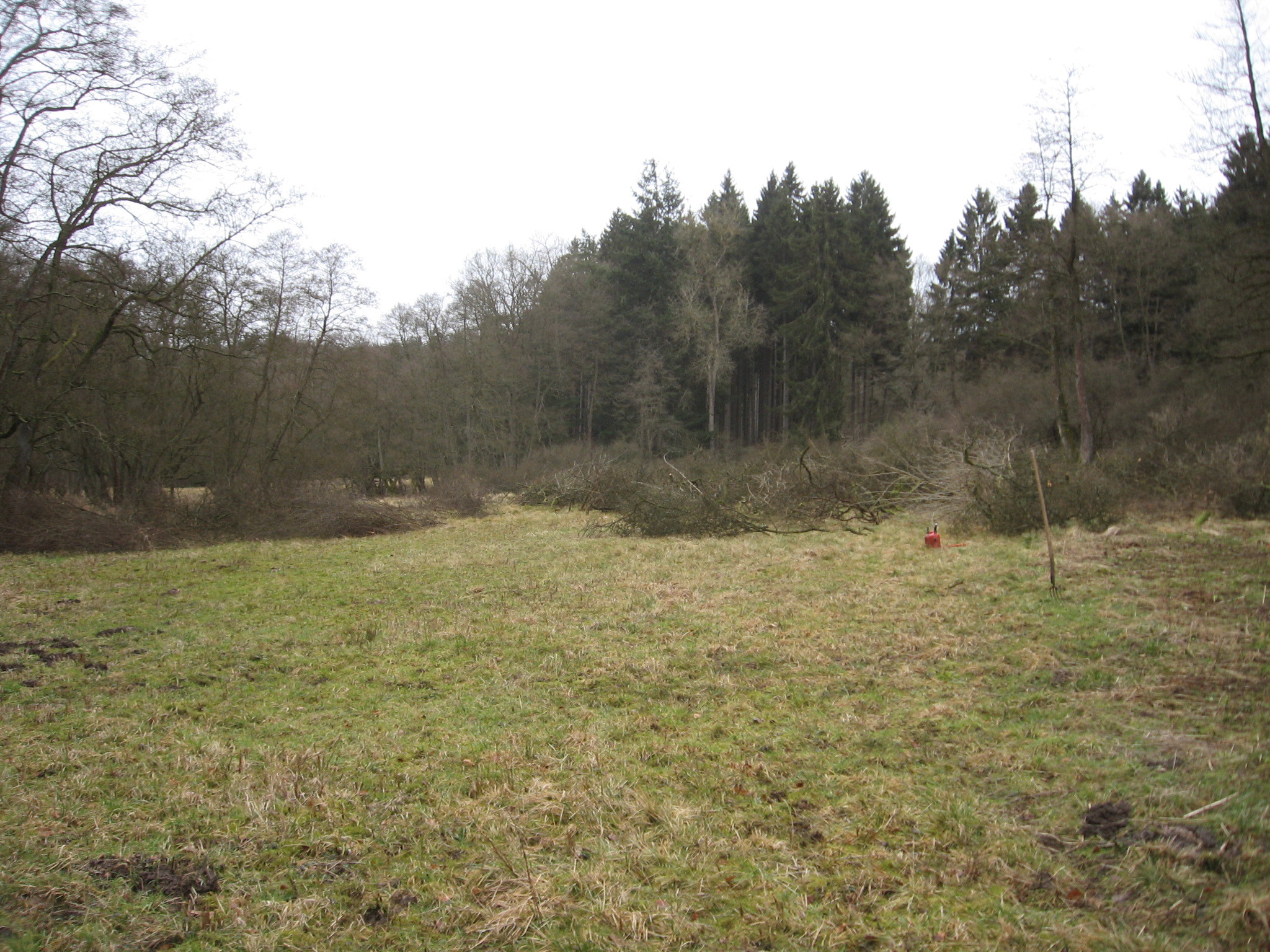
Umgesägte Schwarzdorngebüsche auf der unteren Waldwiese

Im mittleren Bereich des NSG wurden Ende der 1980er Jahre einige Bereiche von Gehölzen, insbesondere von Schwarzdorn, durch eine Privatfirma im Auftrag der Unteren Landschaftsbehörde des HSK geräumt. Der VNV führt seit den 1980er Jahren jährlich Pflegearbeiten in Grünlandbereichen im NSG durch. Dabei werden größere Bereiche mit Einachsmäher gemäht. Die Arbeiten werden bei samstäglichen Arbeitseinsätzen der Vereinsmitglieder und vom Pflegetrupp des VNV durchgeführt. Für die Pflegearbeiten gibt es Gelder aus dem Kulturlandschaftspflegeprogramm (KLP) des Hochsauerlandkreises.
Um die untere Wiesenfläche des NSG zu vergrößern begann die Biologische Station Hochsauerlandkreis Anfang 2014 Schwarzdorngebüsche zu entfernen.